# Goswin van der Weyden

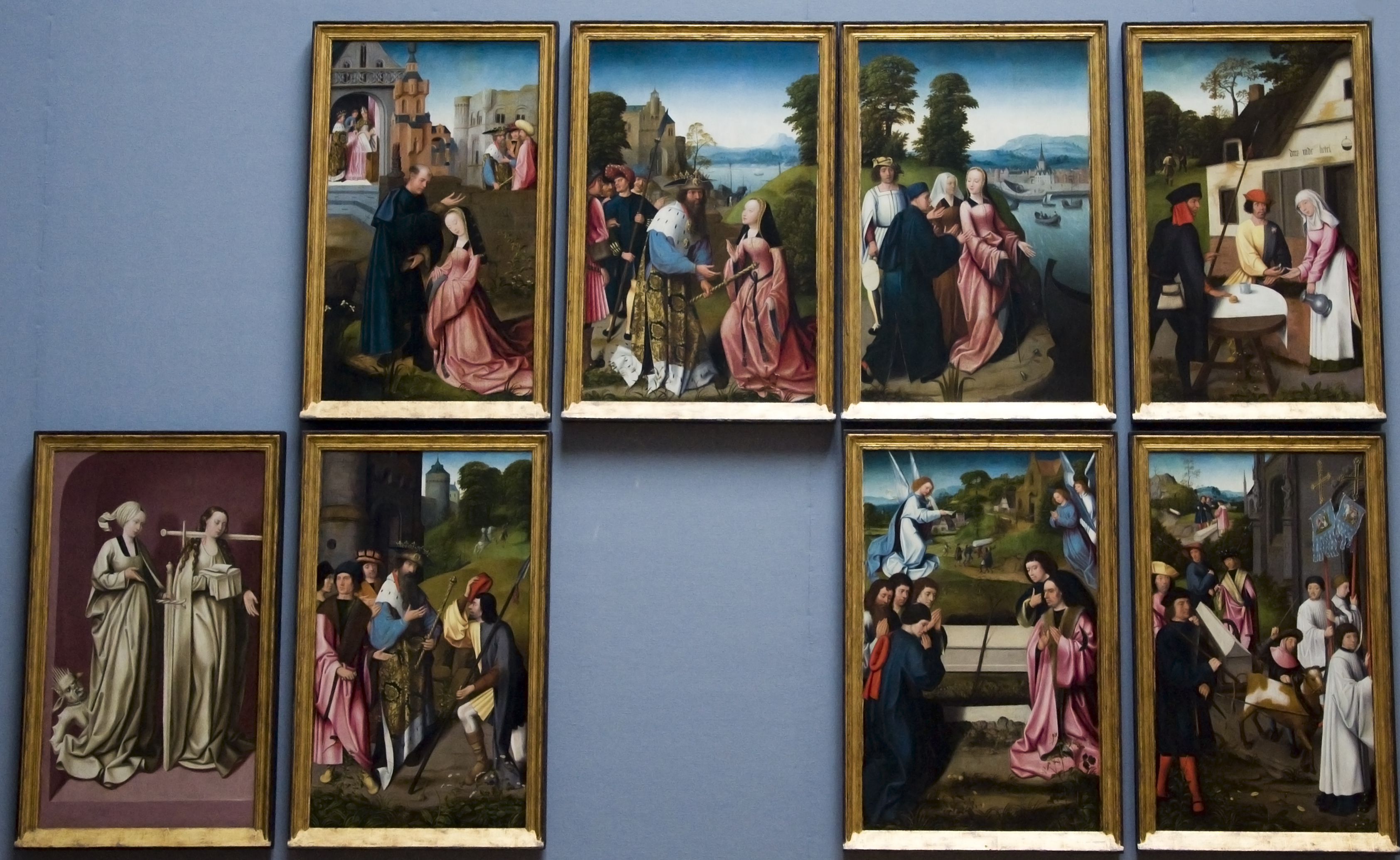
Heilige Dymphnareeks uit de collectie van The Phoebus Foundation (Antwerpen)

Goswin van der Weyden (ook Goossen van der Weyden genoemd) (Brussel ca. 1465 - Antwerpen na 1538) was een kunstschilder uit de  Zuidelijke Nederlanden.

## Biografie
Hij was de zoon van Peter en de kleinzoon van Rogier van der Weyden, die naast Jan van Eyck als de belangrijkste Nederlandse schilder van de 15e eeuw wordt beschouwd.
Goswin van der Weyden ontving zijn opleiding in Brussel in de traditie van zijn grootvader. Hij verwierf in 1497 het burgerschap van Lier maar vestigde zich ten slotte in Antwerpen. Daar woonde hij in de buurt van Quinten Metsijs en hij kwam onder invloed van deze schilder. Goswin van der Weyden was van 1503 tot 1530 lid van het Antwerpse Sint-Lucasgilde.

## Werken
Hij schilderde een aantal werken voor de abdij van Tongerlo, waaronder de Antonius Tsgrootentriptiek en een altaarstuk (zie foto). Abt Antonius Tsgrooten bestelde dit werk voor de Dymphna-kapel. In 2022 werd door The Phoebus Foundation de expositie Zot van Dimpna georganiseerd rond het gerestaureerde altaarstuk.
De Colibrant-triptiek (1516) in de Sint-Gummaruskerk te Lier wordt ook aan hem toegeschreven.
De triptiek "Opdracht van Jezus in de tempel" (zie foto) is tentoongesteld in het Museu Nacional de Arte Antiga te Lissabon.

## Afbeeldingen

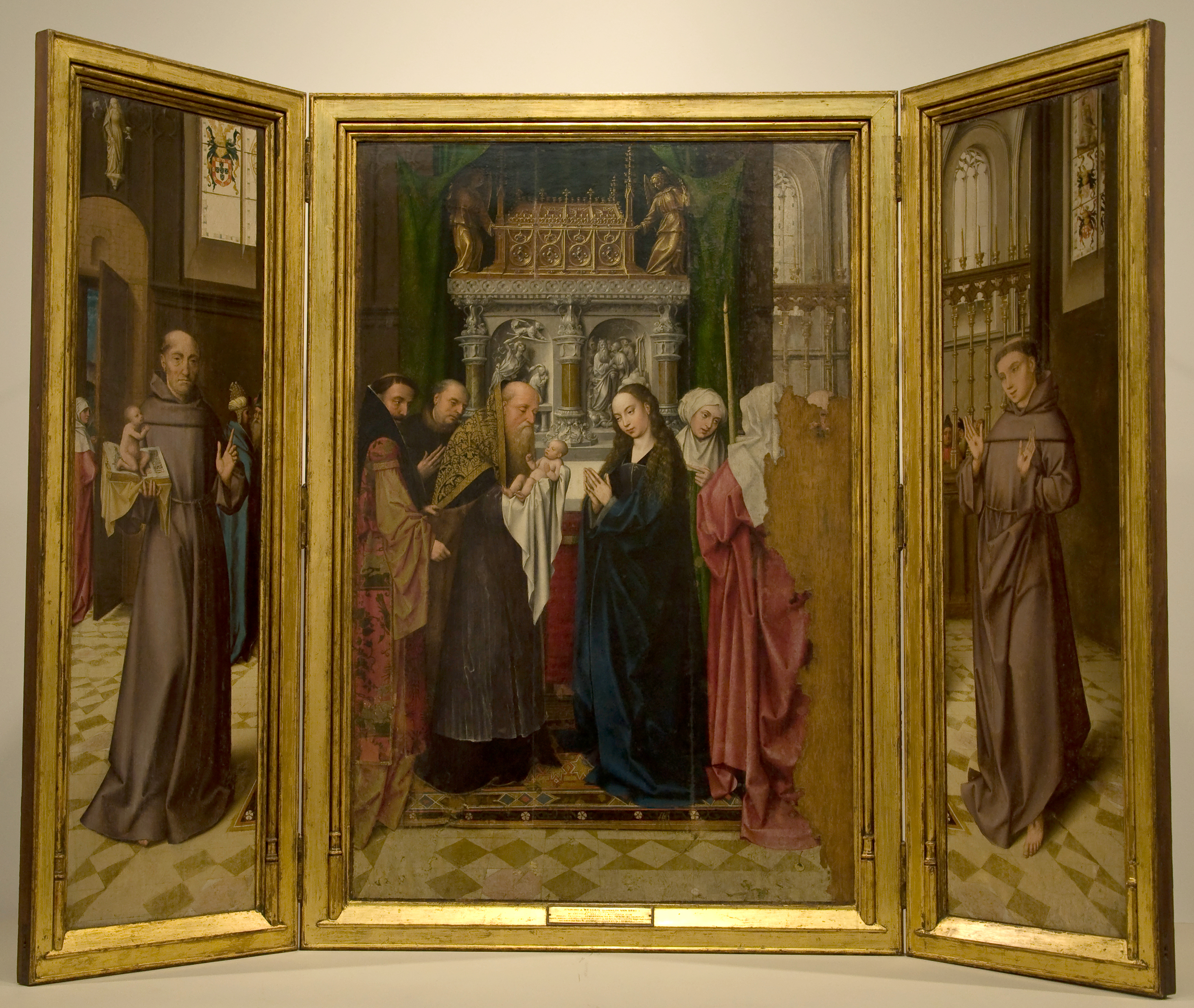
Opdracht van Jezus in de tempel met Franciscus en Antonius
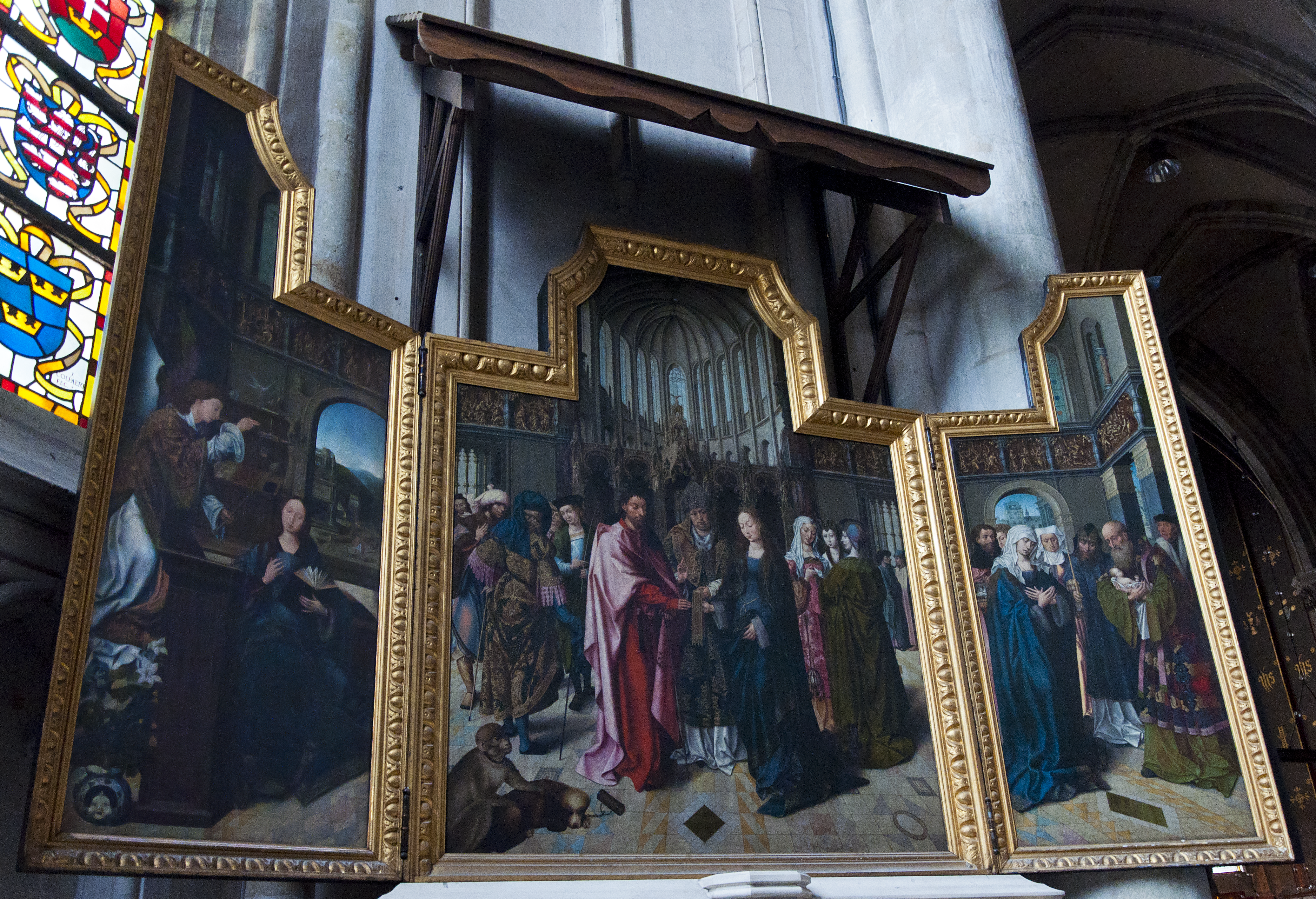
Colibranttriptiek in de Sint-Gummaruskerk
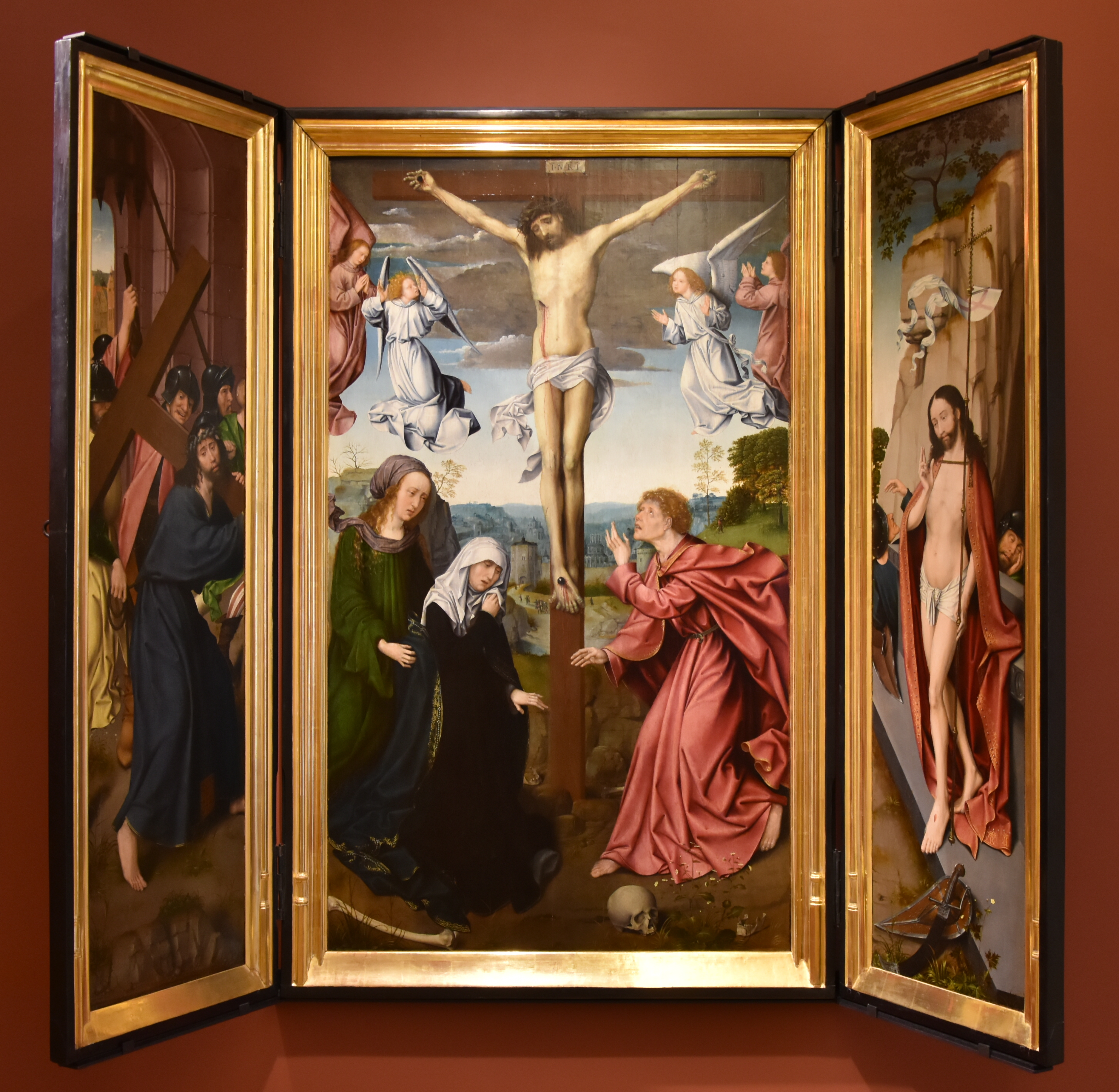
Triptiek van de kruisiging in het Musée des Beaux-Arts de Dijon

- Bibliothèque nationale de France: cb14453973v (data)
- Biografisch Portaal: 04747145
- Gemeinsame Normdatei: 123723930
- International Standard Name Identifier: 0000 0000 2879 7825
- Library of Congress Control Number: n90699363
- MusicBrainz: 76bbd6a9-8543-441e-a520-f7d18f1fb017
- Nationale Bibliotheek van Tsjechië: mub20211129132
- Nederlandse Thesaurus van Auteursnamen: 238858359
- RKD-Nederlands Instituut voor Kunstgeschiedenis: 83960
- Système universitaire de documentation: 083690875
- Union List of Artist Names: 500115539
- Virtual International Authority File: 96538747
- WorldCat: E39PCjB4RGjtwbHTH8HWBjwHYd